# Finale de la Ligue des champions de l'UEFA 2011-2012
La finale de la Ligue des Champions 2012 est la cinquante-septième finale de la Ligue des champions de l'UEFA. Disputée le 19 mai 2012 à l'Allianz Arena de Munich (Allemagne), elle oppose le club local du Bayern Munich au club anglais de Chelsea qui ont respectivement éliminés en demi-finale le Real Madrid et le FC Barcelone. Chelsea remporte la coupe à l'issue de la séance de tirs au but. Un fait notable est que les Blues de Chelsea ont marqué le but de l'égalisation sur l'unique corner en leur faveur (contre 20 corners pour le Bayern Munich) grâce à une tête de Didier Drogba, également dernier tireur décisif de la séance des pénaltys.

## Parcours des finalistes
Le choix des équipes qualifiées pour la phase de poules de la Ligue des champions, soit directement, soit par le biais de trois tours préliminaires ainsi qu'un barrage, sont basés sur leur classement lors de la précédente saison de leur ligue domestique et la force relative de la ligue sur la base de son coefficient UEFA.
Le Bayern, troisième du dernier championnat allemand, est entré dans la compétition en passant par les barrages. Quant à l'équipe de Chelsea, deuxième du dernier championnat anglais, elle est entrée dans la compétition directement en phase de groupes.
Les groupes ont été établis sous la forme d'un double tournoi toutes rondes de huit groupes de quatre équipes, les deux premiers de chaque groupe se qualifiant pour les phases éliminatoires. Les matchs de qualification ont été basés sur des matches aller et retour (domicile et extérieur), avec la règle des buts marqués à l'extérieur, ainsi que le temps supplémentaires en cas d'égalité et les tirs au but si nécessaire.
|   | Équipe          | Pts | J | G | N | P | BP | BC | Diff |
| - | --------------- | --- | - | - | - | - | -- | -- | ---- |
| 1 | Bayern Munich   | 13  | 6 | 4 | 1 | 1 | 11 | 6  | +5   |
| 2 | Naples          | 11  | 6 | 3 | 2 | 1 | 10 | 6  | +4   |
| 3 | Manchester City | 10  | 6 | 3 | 1 | 2 | 9  | 6  | +3   |
| 4 | Villarreal      | 0   | 6 | 0 | 0 | 6 | 2  | 14 | −12  |

|   | Équipe           | Pts | J | G | N | P | BP | BC | Diff |
| - | ---------------- | --- | - | - | - | - | -- | -- | ---- |
| 1 | Chelsea          | 11  | 6 | 3 | 2 | 1 | 13 | 4  | +9   |
| 2 | Bayer Leverkusen | 10  | 6 | 3 | 1 | 2 | 8  | 8  | 0    |
| 3 | Valence          | 8   | 6 | 2 | 2 | 2 | 12 | 7  | +5   |
| 4 | KRC Genk         | 3   | 6 | 0 | 3 | 3 | 2  | 16 | −14  |

## Feuille de match
| Finale                   | Bayern Munich                                | 1 - 1 ap          | Chelsea FC                            | Allianz Arena, Munich                          |                                                |
| 19 mai 2012 20h45 (CEST) | Müller 83e                                   | (0 - 0, 1 - 1)    | 88e Drogba                            | Spectateurs : 62 500 Arbitrage : Pedro Proença | Spectateurs : 62 500 Arbitrage : Pedro Proença |
| 19 mai 2012 20h45 (CEST) | Rapport                                      |                   |                                       | Spectateurs : 62 500 Arbitrage : Pedro Proença | Spectateurs : 62 500 Arbitrage : Pedro Proença |
| 19 mai 2012 20h45 (CEST) | Lahm · Gómez · Neuer · Olić · Schweinsteiger | Tirs au but 3 - 4 | Mata · Luiz · Lampard · Cole · Drogba | Spectateurs : 62 500 Arbitrage : Pedro Proença | Spectateurs : 62 500 Arbitrage : Pedro Proença |

| Bayern | Chelsea |

| BAYERN :      |    |                         |    |     |
|               |    |                         |    |     |
| G             | 1  | Manuel Neuer            |    |     |
| D             | 21 | Philipp Lahm            |    |     |
| D             | 17 | Jérôme Boateng          |    |     |
| D             | 44 | Anatoly Timochtchouk    |    |     |
| D             | 26 | Diego Contento          |    |     |
| M             | 31 | Bastian Schweinsteiger0 | 2e |     |
| M             | 39 | Toni Kroos              |    |     |
| M             | 10 | Arjen Robben            |    |     |
| M             | 25 | Thomas Müller           |    | 87e |
| M             | 7  | Franck Ribéry           |    | 97e |
| A             | 33 | Mario Gómez             |    |     |
|               |    |                         |    |     |
| Remplaçants : |    |                         |    |     |
| G             | 22 | Hans-Jörg Butt          |    |     |
| D             | 5  | Daniel Van Buyten       |    | 87e |
| D             | 13 | Rafinha                 |    |     |
| M             | 14 | Takashi Usami           |    |     |
| M             | 23 | Danijel Pranjić         |    |     |
| A             | 9  | Nils Petersen           |    |     |
| A             | 11 | Ivica Olić              |    | 97e |
|               |    |                         |    |     |
| Entraîneur :  |    |                         |    |     |
| Jupp Heynckes |    |                         |    |     |

| CHELSEA :         |    |                  |      |     |
|                   |    |                  |      |     |
| G                 | 1  | Petr Čech        |      |     |
| D                 | 17 | José Bosingwa    |      |     |
| D                 | 4  | David Luiz       | 86e  |     |
| D                 | 24 | Gary Cahill      |      |     |
| D                 | 3  | Ashley Cole      | 81e  |     |
| M                 | 12 | John Obi Mikel   |      |     |
| M                 | 8  | Frank Lampard 0  |      |     |
| M                 | 21 | Salomon Kalou    |      | 84e |
| M                 | 10 | Juan Mata        |      |     |
| M                 | 34 | Ryan Bertrand    |      | 73e |
| A                 | 11 | Didier Drogba    | 93e  |     |
|                   |    |                  |      |     |
| Remplaçants :     |    |                  |      |     |
| G                 | 22 | Ross Turnbull    |      |     |
| D                 | 19 | Paulo Ferreira   |      |     |
| M                 | 5  | Michael Essien   |      |     |
| M                 | 6  | Oriol Romeu      |      |     |
| M                 | 15 | Florent Malouda  |      | 73e |
| A                 | 23 | Daniel Sturridge |      |     |
| A                 | 9  | Fernando Torres  | 120e | 84e |
|                   |    |                  |      |     |
| Entraîneur :      |    |                  |      |     |
| Roberto Di Matteo |    |                  |      |     |

## Statistiques et résumé du match
Dès le début de la rencontre, le Bayern se montre dangereux. Thomas Müller ouvre le score pour les Bavarois. Avant le temps additionnel, Didier Drogba égalise sur un corner tiré par Juan Mata. En prolongation, l'attaquant des blues commet une faute sur Arjen Robben. Le Néerlandais voit cependant son penalty stoppé par Petr Čech. Aux tirs au but, Manuel Neuer arrête la tentative de Mata. Ivica Olić et Bastian Schweinsteiger se ratent côté Bayern et Drogba offre la victoire à Chelsea. Le club londonien remporte son premier titre dans la compétition. 
| Première mi-temps   | Première mi-temps | Première mi-temps |
|                     | Bayern            | Chelsea           |
| ------------------- | ----------------- | ----------------- |
| Buts marqués        | 0                 | 0                 |
| Total des tirs      | 13                | 2                 |
| Tirs cadrés         | 2                 | 1                 |
| Possession de balle | 60 %              | 40 %              |
| Corners             | 8                 | 0                 |
| Fautes commises     | 4                 | 9                 |
| Hors-jeu            | 0                 | 1                 |
| Cartons jaunes      | 1                 | 0                 |
| Cartons rouges      | 0                 | 0                 |

| Seconde mi-temps    | Seconde mi-temps | Seconde mi-temps |
|                     | Bayern           | Chelsea          |
| ------------------- | ---------------- | ---------------- |
| Buts marqués        | 1                | 1                |
| Total des tirs      | 14               | 5                |
| Tirs cadrés         | 4                | 2                |
| Possession de balle | 52 %             | 48 %             |
| Corners             | 9                | 1                |
| Fautes commises     | 6                | 9                |
| Hors-jeu            | 1                | 0                |
| Cartons jaunes      | 0                | 2                |
| Cartons rouges      | 0                | 0                |

| Prolongations       | Prolongations | Prolongations |
|                     | Bayern        | Chelsea       |
| ------------------- | ------------- | ------------- |
| Buts marqués        | 0             | 0             |
| Total des tirs      | 8             | 2             |
| Tirs cadrés         | 1             | 0             |
| Possession de balle | 59 %          | 41 %          |
| Corners             | 3             | 0             |
| Fautes commises     | 4             | 8             |
| Hors-jeu            | 0             | 1             |
| Cartons jaunes      | 0             | 2             |
| Cartons rouges      | 0             | 0             |

| Match complet       | Match complet | Match complet |
|                     | Bayern        | Chelsea       |
| ------------------- | ------------- | ------------- |
| Buts marqués        | 1             | 1             |
| Total des tirs      | 35            | 9             |
| Tirs cadrés         | 7             | 3             |
| Possession de balle | 56 %          | 44 %          |
| Corners             | 20            | 1             |
| Fautes commises     | 14            | 26            |
| Hors-jeu            | 1             | 2             |
| Cartons jaunes      | 1             | 4             |
| Cartons rouges      | 0             | 0             |

- UEFA Full Time Report
- UEFA Full Time Statistics

## Sources
- (en) Cet article est partiellement ou en totalité issu de l’article de Wikipédia en anglais intitulé « 2012 UEFA Champions League Final » (voir la liste des auteurs).